# Sidney Sheinberg
Sidney Jay „Sid“ Sheinberg (geboren 14. Januar 1935 in Corpus Christi, Texas; gestorben 7. März 2019 in Beverly Hills, Kalifornien) war ein US-amerikanischer Manager und Filmproduzent.
Als Vorstandsvorsitzender und Präsident der Medienunternehmen MCA Inc. und Universal Pictures war Sheinberg ab den frühen 1970er Jahren neben Lew Wasserman einer der einflussreichsten Entscheider Hollywoods. Sheinberg gilt als Entdecker und Mentor des Regisseurs Steven Spielberg.

## Leben
Sidney Jay Sheinberg wurde 1935 im texanischen Corpus Christi als Sohn osteuropäischer Juden geboren. Sein Vater Harry Sheinberg war aus Polen über Argentinien in die Vereinigten Staaten immigriert, seine Mutter Tillie Sheinberg (geborene Grossman) stammte aus der Ukraine. Die Familie betrieb in Corpus Christi einen Kurzwarenhandel, der hauptsächlich von Mexican-Americans genutzt wurde.
Als Jugendlicher war Sheinberg bereits als Ansager und gelegentlicher DJ für einen örtlichen Radiosender tätig. Er studierte bis 1955 an der Columbia University und wechselte dann an die juristische Fakultät der University of Texas at Austin. Weil er die dort erlebte rassistische Behandlung seiner afroamerikanischen Kommilitonen ablehnte, ging Sheinberg nach einem Jahr zurück an die Columbia, wo er sein Studium beendete. Dort lernte Sheinberg auch seine zukünftige Frau Lorraine Gary kennen, die eine Karriere als Schauspielerin anstrebte und mit der er sich in Kalifornien niederließ. Ab 1958 lehrte er an der University of California, Los Angeles.
Ein Jahr später begann er seine Karriere in der Rechtsabteilung des Produktionsunternehmens Revue Productions, das kurz darauf von MCA Inc. in MCA-TV umgewandelt wurde. Nachdem MCA Inc. 1962 Universal Pictures übernommen hatte, wurde Sheinberg schnell befördert und entwickelte sich bald zum wichtigsten Mitarbeiter des MCA-Präsidenten Lew Wasserman. Als Wasserman 1973 nach dem Rückzug des Gründers Jules C. Stein zum Chairman und CEO von MCA befördert wurde, ernannte er den damals erst 38-jährigen Sheinberg zum Präsidenten von MCA.
1968 sah Sheinberg Steven Spielbergs Kurzfilm Amblin’ und gab ihm daraufhin einen Siebenjahresvertrag in der Fernsehabteilung von Universal Pictures, bei der Spielberg vier Jahre lang hauptsächlich Fernsehfilme und Serien drehte. Darunter war der im September 1971 auf NBC ausgestrahlte Debütfilm Tödliche Trennung der Kriminalfilmreihe Columbo.  Sheinberg gab Spielberg 1975 die Möglichkeit, den Thriller Der weiße Hai zu drehen, der trotz widriger Produktionsumstände mit einem Box Office von über 470 Mio. US-Dollar zum damals erfolgreichsten Film nach Einspielergebnis wurde und die Ära des Blockbuster-Kinos einläutete. Unter Sheinbergs Ägide konnte Universal mit Spielbergs Filmen E.T. – Der Außerirdische (1982) und Jurassic Park (1993) erneut die Top-Position des erfolgreichsten Films nach Einspielergebnis erreichen. Sheinberg machte Spielberg außerdem bereits 1982 auf Thomas Keneallys Roman Schindlers Liste aufmerksam und erwarb für ihn die Rechte zur Verfilmung des Buchs. Der von Spielberg erst 1993 realisierte Film Schindlers Liste entwickelte sich zu einem der bedeutendsten und meistrezipierten Filme der 1990er Jahre und mit einem Einspielergebnis von weltweit über 320 Millionen US-Dollar auch zu einem kommerziellen Erfolg.
Während Sheinberg von Spielberg als langjähriger Mentor und Freund sehr geschätzt wurde, brachte ihn sein sehr direkter und eher spröder Stil wiederholt in Konflikte mit anderen Filmschaffenden. Legendär war sein Streit mit Regisseur Terry Gilliam über den finalen Schnitt des dystopischen Science-Fiction-Films Brazil, für den Sheinberg ein Happy End forderte. Der auch öffentlich in Branchenmedien wie Variety ausgetragene Streit gipfelte schließlich darin, dass der Film in zwei unterschiedlichen Schnittfassungen ins Kino kam, in Europa in einer 142 Minuten langen Fassung, die weitgehend Gilliams Vorstellungen entsprach, und in den Vereinigten Staaten in einer gekürzten 132-Minuten-Fassung. Der Disput zwischen Sheinberg und Gilliam wurde später im Sachbuch The Battle of Brazil und dem gleichnamigen Dokumentarfilm behandelt.
Nachdem Sheinberg noch 1990 den Verkauf von MCA an das japanische Unternehmen Matsushita Electric Industrial für über 6 Milliarden US-Dollar verhandelt hatte, verließ er das Unternehmen 1995. Danach gründete er mit seinen Söhnen Jonathan und Bill das Filmproduktionsunternehmen The Bubble Factory. Mit diesem konnte Sheinberg nicht mehr an alte Erfolge anknüpfen. Fast alle produzierten Filme erwiesen sich als Flops.
Aus seiner Ehe mit der Schauspielerin Lorraine Gary gingen die beiden Söhne Jon und William „Bill“ Sheinberg hervor, die ebenfalls als Filmproduzenten in Erscheinung traten. Sheinberg starb Anfang März 2019 im Alter von 84 Jahren an den Folgen einer langjährigen Parkinson-Erkrankung.

## Filmografie (Auswahl)
Executive Producer
- 1973: American Graffiti
- 1973: Der Clou (The Sting)
- 1985: Brazil
- 1985: Legende (Legend)
- 1985: Jenseits von Afrika (Out of Africa)
- 1995: Waterworld
- 2015: What Lola Wants
- 2017: Chapter & Verse

Producer
- 1997: Jagd auf das Chamäleon (The Pest)
- 1997: McHale’s Navy
- 1997: Der Zauberwunsch (A Simple Wish)
- 1997: Zum Teufel mit den Millionen (For Richer or Poorer)
- 1998: Slappy und die Rasselbande (Slappy and the Stinkers)
- 2000: Playing Mona Lisa
- 2005: Zickenterror an der High School (Bad Girls from Valley High)
- 2009: The Devil’s Tomb
- 2011: Creature
- 2018: Half Magic

## Auszeichnungen
- 1989: Lifetime Honorary Member der Directors Guild of America[6]
- 1996: GLAAD Vanguard Award[7]